# Rousson (Gard)
Rousson é uma comuna francesa na região administrativa de Occitânia, no departamento de Gard. Estende-se por uma área de 32,57 km². Em 2010 a comuna tinha 4 289 habitantes (densidade: 131,7 hab./km²).